# Skönberga församling
Skönberga församling var en församling i Linköpings stift inom Svenska kyrkan i Söderköpings kommun. Församlingen uppgick 1 januari 2005 i Söderköpings församling som 2010 uppgick i Söderköping S:t Anna församling.
Församlingskyrka var Skönberga kyrka.

## Administrativ historik

Skönberga församlings vapen.

Församlingen har medeltida ursprung. 
Församlingen utgjorde till senast 1639 ett eget pastorat. Från senast 1639 till 1652 var församlingen annexförsamling i pastoratet Söderköping, Drothem och Skönberga. Från 1652 till 2005 utgjorde församlingen annexförsamling i pastoratet Söderköping (S:t Laurentii från 30 januari 1953) och Skönberga som 1962 utökades med Drothems församling. Församlingen uppgick 2005 i en återbildad Söderköpings församling som sedan 2010 uppgick i Söderköping S:t Anna församling. Memsängen 1:2 överfördes 1978 till församlingen från Tåby församling.
Församlingskod var 058203.

## Kyrkoherdar
| Ämbetstid | Namn              | Levnadstid | Övrigt             |
| --------- | ----------------- | ---------- | ------------------ |
| 1342      | Magnus            |            |                    |
| 1463      | Joannes           |            |                    |
| 1571–1598 | Andreas Matthaei  | Död 1598   | Curatus och prost. |
| 1599–1636 | Claudius Bothvidi | Död 1636   |                    |

### Komministrar
| Ämbetstid | Namn                           | Levnadstid | Övrigt                                                |
| --------- | ------------------------------ | ---------- | ----------------------------------------------------- |
|           | Lars                           |            |                                                       |
| 1638      | Jöns                           |            |                                                       |
| 1646–1648 | Benedictus Laurentii Sundelius | –1676      | Senare kyrkoherde i Östra Ny församling.              |
| 1648      | Daniel Folkeri                 |            | Senare komminister i Norrköpings S.t Olai församling. |
| 1651      | Olavus Wigius                  |            | Senare kyrkoherde i Tryserums församling.             |
| 1657–1673 | Daniel Wigius                  | 1622–1690  | Senare kyrkoherde i Drothems församling.              |
| 1673-1681 | Sveno Olai Lincopensis         | -1681      |                                                       |
| 1682–1698 | Magnus Fröling                 | 1652-1717  | Senare kyrkoherde i Skedevi församling.               |
| 1698-1720 | Jonas Atterbom                 | 1663-1720  |                                                       |
| 1721–1737 | Laurentius Brodin              | 1687–1755  | Senare kyrkoherde i Å församling.                     |
| 1738-1759 | Peter Bredstrand               | 1700-1759  |                                                       |
| 1760-1769 | Pehr Enblom                    | 1724-1769  |                                                       |
| 1771-1790 | Nils Holmstetter               | 1732-1790  |                                                       |
| 1791      | Benct Körnelius                | 1740-1791  |                                                       |
| 1792-1808 | Jonathan Rothstein             | 1758-1810  | Avsatt 1808.                                          |
| 1811–1819 | Carl Peter Isacsson            | 1776–1831  | Senare kyrkoherde i Gårdeby församling.               |
| 1819–1829 | Carl Fredrik Flodman           | 1789–1865  | Senare kyrkoherde i Västra Hargs församling.          |
| 1830–1839 | Johan Christoffer Flodman      | 1794–1870  | Senare kyrkoherde i Herrestads församling.            |
| 1839-1852 | Lars Fredrik Liljeton          | 1797-1852  |                                                       |
| 1853      | Carl Johan Pålman              |            | Senare kyrkoherde i Rappestads församling.            |
| 1872      | Gustaf Ulrik Fischer           |            | Senare kyrkoherde i Varvs församling.                 |
| 1884      | Axel Fredrik Arnell            |            | Senare kyrkoherde i Östra Husby församling.           |
| 1894-1917 | Axel Fredrik Dervinger         |            | Senare kyrkoherde i Loftahammars församling.          |
| 1924–1940 | Ivan Sjögren                   | 1895–1947  | [ 5 ]                                                 |
| 1941–1971 | Bo Sture Wiking                | 1906–1983  | [ 6 ]                                                 |

## Organister och Klockare
| Ämbetstid | Namn                | Levnadstid | Övrigt                                |
| --------- | ------------------- | ---------- | ------------------------------------- |
| 1717–1722 | Lars Larsson        |            | Klockare                              |
| 1744–1753 | Jon Andersson       |            | Klockare                              |
| 1754–1765 | Måns Rydberg        |            | Klockare                              |
| 1771–1780 | Gustaf Kyllenback   | 1741–      | Klockare                              |
| 1780–1814 | Nils Rothstein      | 1753–1814  | Klockare och organist                 |
| 1810      | P Weselius          | 1783–      | Vice organist                         |
| 1812–1837 | Johan Höglund       | 1784–1837  | Klockare och organist                 |
| 1838–1850 | Jonas Lundqvist     | 1814–1850  | Klockare och organist                 |
| 1851–1870 | Carl Johan Dahlberg | 1824–      | Klockare, organist och folkskollärare |